# Myths of the Near Future
Myths of the Near Future è l'album di debutto della indie band inglese Klaxons, pubblicato il 29 gennaio 2007 dalla Polydor Records.
L'album, registrato a Battle, nell'East Sussex, contiene le versioni ri-registrate di Gravity's Rainbow, Atlantis to Interzone e Four Horsemen of 2012, tracce già contenute in alcuni precedenti EP della band, ed i singoli Golden Skans, Magick ed It's Not Over Yet. Il nome dell'album è ispirato ad una raccolta di storie brevi, scritte dall'inglese J.G. Ballard.
I testi di tutte le canzoni sono stati scritti dai Klaxons, eccetto quello di It's Not Over Yet, che è infatti una cover di Not Over Yet, pezzo del 1995 scritto da Rob Davies, Paul Oakenfold, Michael Wyzgowski.
Ad appena una settimana dall'uscita dell'album, il singolo Golden Skans ha raggiunto la settima posizione nell'UK Top 40 charts. L'album ha ricevuto critiche di varia natura, ma ha anche meritato una recensione molto positiva da parte di NME. In alcune versioni dell'album, al minuto 17:17 della traccia Four Horsemen of 2012 inizia una parte strumentale.

## Tracce
1. Two Receivers – 4:18
2. Atlantis To Interzone – 3:18
3. Golden Skans – 2:45
4. Totem On The Timeline – 2:41
5. As Above So Below – 3:58
6. Isle Of Her – 3:54
7. Gravity's Rainbow – 2:37
8. Forgotten Works – 3:26
9. Magick – 3:30
10. It's Not Over Yet (Cover di "Not Over Yet") – 3:35
11. Four Horsemen Of 2012 – 19:42

## Formazione
- Jamie Reynolds: voce, basso
- James Righton: voce, tastiere, sintetizzatori
- Simon Taylor-Davis (Captain Strobe): chitarra, voce di supporto
- Steffan Halperin: batteria, voce di supporto